# Linda Evans
Linda Evans (Hartford, 18 november 1942) is een Amerikaans actrice.
Evans' familie, eigenlijk Evanstad, stamt af van immigranten uit Noorwegen.

## Levensloop
Als actrice brak Evans in 1965 door met de rol van Audra Barkley in de Westernserie The Big Valley, die liep tot 1969. Zij speelde hierin samen met Barbara Stanwyck, die haar 'ontdekte'.
In 1968 trouwde Evans met de fotograaf en regisseur John Derek, maar scheidde van hem in 1974, omdat hij een relatie had met Bo Derek. Van 1976 tot 1981 was ze gehuwd met vastgoedhandelaar Stan Herman. Van 1989 tot 1998 had zij een relatie met de twaalf jaar jongere Griekse muzikant Yanni Chryssomallis.
Na de scheiding van Herman begon ze weer met acteren. Ze acteerde in een aantal films en kreeg in 1981 de rol van Krystle Carrington in de televisieserie Dynasty.
Naast de concurrerende serie Dallas werd Dynasty de populairste televisieserie van de jaren tachtig, over de gehele wereld. Om haar 'lievige' imago als Krystle te doorbreken speelde Evans in 1985 in een aantal afleveringen van Dynasty ook de rol van Rita Lesley, een vrouw die met valse motieven de plaats wil innemen van Krystle. Dynasty maakte van Evans alsnog een wereldster.
Ze werd in de media talloze malen uitgeroepen tot een van de mooiste vrouwen ter wereld.
In 1991 werd de laatste aflevering van Dynasty opgenomen ('The Reunion'). Na nog een paar films als The Gambler met Kenny Rogers en She'll take Romance en wat tv-werk liep de acteercarrière van Evans midden jaren negentig ten einde. Zij kreeg belangstelling voor andere zaken in het leven en richtte onder meer enkele fitnesscentra op die haar naam dragen.
In 2014, zo werd pas in 2017 bekend, werd Evans gearresteerd wegens rijden onder invloed. Ze werd door de politie niet herkend.
- Bibsys: 37288
- Biblioteca Nacional de España: XX820923
- Bibliothèque nationale de France: cb120135520 (data)
- Gemeinsame Normdatei: 138049734
- International Standard Name Identifier: 0000 0001 0804 3716
- Library of Congress Control Number: n83151844
- MusicBrainz: 7b214b27-b731-4975-90ee-27206a294170
- Nationale Bibliotheek van Tsjechië: xx0158882
- Nationale Bibliotheek van Israël: 987009538064105171
- Système universitaire de documentation: 028263928
- Virtual International Authority File: 39388182